# Redacción de la Declaración de Derechos Humanos
La Redacción de la Declaración de Derechos Humanos fue hecha entre 1947 y fines de 1948 por un comité formado por la Comisión de Derechos Humanos de las Naciones Unidas. Las discusiones adicionales y enmiendas fueron hechas por la Comisión de Derechos Humanos, el Consejo Económico y Social y la Asamblea General de las Naciones Unidas.
Miembros de la comisión que hicieron contribuciones de importancia en la creación de la Declaración incluyeron a John Peters Humphrey del Secretariado de las Naciones Unidas, Eleanor Roosevelt de las Naciones Unidas (quién presidió el comité de redacción), René Cassin de Francia, Charles Malik del Líbano, P. C. Chang de la República China (Taiwán) y Hansa Jivraj Mehta de la India entre otros. El francés Jacques Maritain, que si bien no formó parte del comité de redacción fue conducido a él, abogando por ello dentro de la UNESCO en 1947-1948 y en sus avances siguientes.